# Вайншток, Джордж
Джордж Вайншток (англ. George M. Weinstock, род. 06.02.1949) — американский генетик и микробиолог. Профессор и один из директоров Лаборатории Джексона. «Пионер в области секвенирования генов и геномного анализа» — называет его газета «Hartford Courant» в 2014 году.
Окончил Мичиганский университет (бакалавр биофизики с отличием, 1970), перед этим также учился в Вашингтонском ун-те. Затем получил степень д-ра философии на каф. биологии МИТ в 1977 году (науч. рук-ль Ботштейн, Дэвид). Был постдоком в Стэнфордской медшколе.
С 1999 года адъюнкт-профессор, в 2001—2008 гг. профессор Бэйлорского колледжа медицины.
В 2008—2014 гг. директор Института генома и профессор кафедр генетики и молекулярной микробиологии Вашингтонской университетской медшколы.
Член Американской ассоциации содействия развитию науки (2008).